# 尼古拉·安托什金
尼古拉·季莫费耶维奇·安托什金（俄語：Николай Тимофеевич Антошкин，1942年12月19日—2021年1月17日），莫克沙人，苏联及俄罗斯联邦军事人物。上将军衔。曾任莫斯科军区空军司令员。1986年因在切尔诺贝利核事故救援及善后工作中的突出贡献而获得苏联英雄荣誉称号。

## 生平
1942年12月19日生于苏联巴什基爾蘇維埃社會主義自治共和國費奧多羅夫卡區库兹米诺夫卡村。1951年移居庫梅爾套。1960年中学毕业后在车间工作。1961年8月入伍。1965年毕业于奥伦堡高级军事飞行员学校，在白俄罗斯军区服役。1970年至1973年在加加林空军学院学习。1979年7月，任苏军驻德集群独立侦察航空兵第11团团长。1980年5月至1981年8月，担任近卫第20集团军副司令员兼空军司令员。1983年毕业于苏联总参谋部军事学院，任苏军中央集群副司令员兼空军司令员。1985年3月，任基辅军区空军参谋长。1985年4月29日，晋升空军少将。1986年参与切尔诺贝利核事故救援及善后工作，同年获苏联英雄荣誉称号。1988年8月，任中亚军区空军司令员。1989年11月至1993年11月，任莫斯科军区空军司令员。1990年4月25日，晋升空军中将。1991年苏联解体后继续在俄罗斯空军服役。1993年12月至1997年3月，担任俄罗斯空军前线航空兵司令员。1994年6月10日，晋升上将。1997年11月，任俄罗斯空军副司令员兼作战训练部部长。1998年11月退役。2014年当选俄罗斯联邦国家杜马议员。2021年1月17日因2019冠状病毒病逝世。